# ASB Classic 2025
ASB Classic 2025 — тенісний турнір, що проходив на кортах з твердим покриттям у місті Окленд (Нова Зеландія), Нова Зеландія з 6 січня. Належав до категорії ATP 250, був турніром серії ATP Auckland Open 2025 року.

## Фінальна частина

### Чоловіки, одиночний розряд
Гаель Монфіс —  Зізу Берґс 6–3, 6–4

### Жінки, одиночний розряд
Клара Таусон —  Наомі Осака 4–6, 0–0, ret.

### Чоловіки, парний розряд
Нікола Мектич /  Майкл Вінус —  Крістіан Гаррісон /  Ражів Рам Walkover

### Жінки, парний розряд
Цзян Сіньюй /  У Фансьєнь —  Александра Крунич /  Сабріна Сантамарія 6–3, 6–4